# Vedran Runje
Vedran Runje (født 10. februar 1976 i Sinj, Jugoslavien) er en tidligere kroatisk fodboldspiller, der spillede som målmand senest hos den franske Ligue 1-klub RC Lens. Han har i sin karriere spillet for Hajduk Split, Standard Liège, Olympique Marseille og Beşiktaş.

## Landshold
Runje nåede i sin tid som landsholdsspiller at spille 22 kampe for Kroatiens landshold, som han debuterede for den 15. november 2006 i en EM-kvalifikationskamp mod Polen. Han blev efterfølgende udtaget til den kroatiske trup til EM i 2008 i Schweiz og Østrig.